# Eltérési negativitás
Az eltérési negativitás (EN(MisMatch Negativity)) az eseményhez kötött potenciál (EKP) egy fajtája, ami akkor figyelhető meg, ha egy sor bemutatott, hasonló inger (standard) között megjelenik egy eltérő (deviáns). Ennek oka, hogy az aktuális inger input nem egyezik meg az emlékezetben tárolt reprezentációval (ezért vizsgálata alkalmas az emlékezet természetének feltérképezésére, „egy mikrofon az emlékezetbe” , Schröger, 2007). Az EN egy negatív hullámkomponens, mely a deviáns inger bemutatása után 150-250 ms-mal jelentkezik, centrális középvonali maximummal. Bármilyen inger modalitás előidézheti, de a legjobban kutatott az auditoros ill. a vizuális ingerekre megjelenő EN. Az EN hullám akkor is kiváltódik, ha a személyek figyelme máshova irányul, és a szabálysértés nem tudatosul, így az eltérési negativitást egy automatikus folyamat eredményeként kezelik.

## Történet
Az auditoros EN-t Risto Näätänen fedezte fel 1978-ban. A vizuális inger által kiváltott EN sokáig kívül állt a tudományos érdeklődés körén, valószínűleg, mert a temporális információfeldolgozás a vizuális tár esetében nem tűnt olyan hangsúlyosnak, mint auditoros tár esetében. Azonban a kutatások azt mutatják, hogy a szekvenciális szabályszerűségek reprezentálása valamint a jövőbeli események előrejelzése fontos kognitív funkciók, tekintet nélkül a szenzoros modalitásokra (Czigler et al., 2002). A vizuális EN-t Rainer Cammer írta le 1990-ben (Camman R., 1990).

## Automatikusan kialakuló szekvenciális szabályszerűség reprezentáció
A bemutatott ingerek közötti idő befolyásolja a EN megjelenését. Például Sussman és Gumenyuk (2005) kísérletükben kakukktojás paradigmát használtak, ahol deviáns és standard ingereket mutattak be, melyek hangszínükben különböztek egymástól (például 494 és 440 Hz). Az ingerek bemutatási sorrendje mindig ugyanaz volt (pl. SSSSDSSSSDSSSSD…), és arra kérték a kísérleti személyeket, hogy ne figyeljenek a bemutatott ingerek hangszínére. Azt találták, hogy amennyiben az ingerek bemutatása közötti idő alacsony (200 ms) nem figyelhető meg EN, megfigyelhető azonban ha sok idő telik el az ingerek bemutatása között (400, 600, vagy 800 ms). Ez azt sugallja, hogy a szekvenciális szabályszerűség automatikusan reprezentálódott gyors ingerbemutatás esetén.
Kimura et al. (2010) vizuális ingerek bemutatásával ismételte meg az előbb leírt kísérletet, ahol a deviáns és a standard inger fénysűrűségükben különbözött egymástól. Szintén nem volt megfigyelhető EN, amennyiben rövid idő (160 ms) telt el a bemutatott ingerek között, mutatkozott azonban, ha sok (480 vagy 800 ms).
A két kísérlet eredményének tükrében elmondható, hogy az automatikusan kialakuló szekvenciális szabályszerűség auditoros, ill. vizuális modalitások esetében alapvető vonásaikat tekintve megegyeznek.

## Gyakorlati felhasználás
A gyakorlati felhasználás érdekében is megindultak a kutatások, főként az időskori kognitív zavarok, a Parkinson-betegség, szkizofrénia, az afáziák, valamint az olvasási zavarok területén. E kutatások célja egyrészt az automatikus információfeldolgozás és a szenzoros emlékezet esetleges károsodásának vizsgálata ezekben a kóros állapotokban, másrészt az eltérési negativitás hiányának vagy szokatlan megjelenésének diagnosztikus, illetve prognosztikus felhasználása (Czigler és Winkler, 1999).
Például Alzheimer kór esetén nagyobb amplitúdójú EN figyelhető meg, főleg ha a bemutatott ingerek közötti idő hosszú, csakúgy mint Parkinson kór, ill. alkoholizmus esetében. Valamint egy 2010-es kutatás eredményei szerint szkizofrén személyeknél rövidebb ideig figyelhető meg EN szkizofrén epizód lezajlása előtt, így az epizódok bejóslására alkalmas módszer lehet.